# Американское нумизматическое общество
Америка́нское нумизмати́ческое о́бщество (англ. American Numismatic Society, ANS) — нумизматическое общество, занимающаяся изучением монет и медалей. Основано в 1858 году. Находится в Нью-Йорке.

## Деятельность
Общество публикует ежегодник «American Journal of Numismatics» («Американский журнал нумизматики»), двугодник «Numismatic Literature» («Нумизматическая литература»), журнал American Numismatic Magazine, а также книги, посвящённые монетам и медалям.
Общество также имеет нумизматический музей, коллекция которого является самой большой в Северной Америке и одной из крупнейших в мире и составляет 800 000 предметов. Отделение общества находится на Манхэттене по адресу Fulton Street 75. Кроме нумизматического музея здесь расположена одна из крупнейших нумизматических библиотек мира, открытая для учёных, студентов и всех, кто интересуется нумизматикой. Общество занимается оцифровкой своих коллекций. Одним из онлайн-проектов общества является база данных «Online Coins of the Roman Empire». Общество принимает участие в онлайн-проекте Nomisma.org
Общество входит в Американский совет научных обществ (American Council of Learned Societies).

## Публикации
- American Numismatic Society magazine. ; серийное издание: Периодическое: раз в год ; New York, N. Y.: The Society. (OCLC 49932131)
- Zecca the mint of Venice in the Middle Ages ; Alan M Stahl; American Numismatic Society.; NetLibrary, Inc. Baltimore, Md. : Johns Hopkins University Press in Association with the American Numismatic Society, New York, 2000. (OCLC 51481229)
- Coinage of the Americas. ; Theodore V Buttrey; American Numismatic Society; New York, American Numismatic Society, 1973. (OCLC 805040)
- The American Numismatic Society, 1858—1958, ; Howard L Adelson; American Numismatic Society. New York, 1958. (OCLC 2575442)
- Roman medallions ; J M C Toynbee; American Numismatic Society. New York, American Numismatic Society, 1944. (OCLC 2671468)